# Större musspindel
Större musspindel (Scotophaeus scutulatus) är en spindelart som först beskrevs av Ludwig Carl Christian Koch 1866.  Större musspindel ingår i släktet Scotophaeus och familjen plattbuksspindlar. Arten är reproducerande i Sverige. Inga underarter finns listade i Catalogue of Life.